# Plecoptera polymnia
Plecoptera polymnia là một loài bướm đêm trong họ Erebidae.